# Рудава (річка, Польща)
Рудава (пол. Rudawa) — річка в Малопольському воєводстві, ліва притока Вісли, в яку впадає на 75,4 км Вісли, на бульварі Родла в Кракові. Це одне з джерел питної води для Кракова (забір у Мидльниках).

## Течія
Рудава утворюється злиттям потоків Дулувка, Кшешувка та Рудавка, що витікають з Олкуської височини в околицях Тшебіні, Кшешовіце та на південно-західній околиці села Рудава, потім тече через Кшешовицький жолоб, де протікає через Негошовіце, Коханув і Забежув, біля Щигліць проривається через Горб Тенчинський і тече в Кракові між Пулвсі Звежинецьке та Звежинцем біля Норбертинського монастиря. Річка протікає мальовничими ландшафтами та цікавими з геологічної та природної точки зору територіями Тенчинського ландшафтного парку. У місці, де обривається Тенчинський гарб, знаходиться резерват природи Скала Кміти.
У Кракові Рудава проходить по штучному річищу між валами з бульварами. Щороку на гирлі проводиться великодній фестиваль під назвою Емаус. По обидва сторони річки є бульвари, починаючи від Сальватор, вздовж Блонь в напрямку Мидльники (пол. Mydlniki). По ним ведуть асфальтовані пішохідні алеї та велосипедні доріжки. Далі Рудава та її бульвари пролягають серед садів і пишної зелені Волі Юстовської.

## Історія

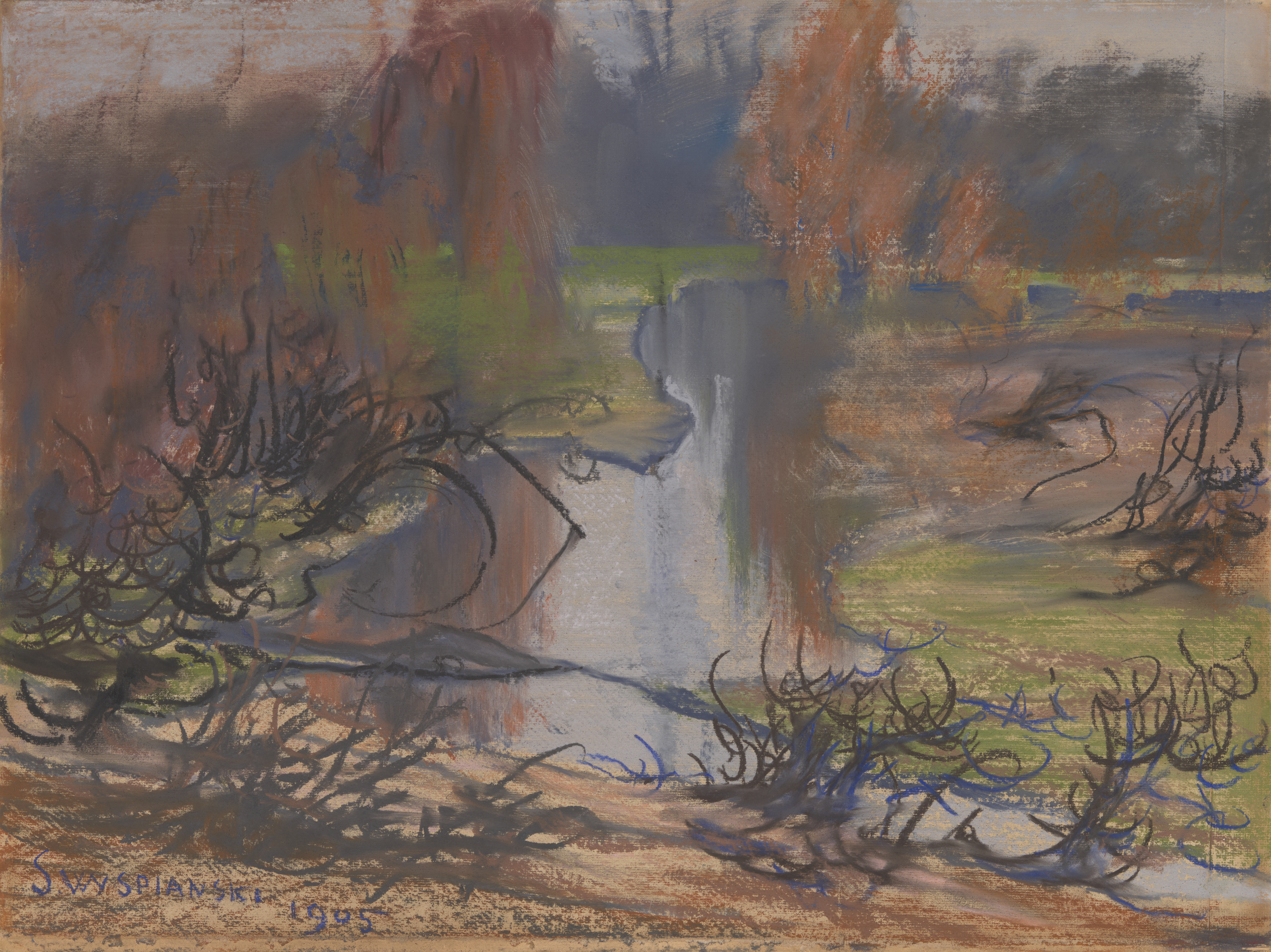
Краєвид з Рудави
Станіслав Виспянський

До зарегулювання річки в 1910—1912 рр. Рудава протікала через Краків кількома рукавами. Розливи в районі Блонь тоді називалися Нечечою через відсутність основної течії. Північною гілкою була Млинувка Крулєвська (пол. Młynówka Królewska). Південний рукав вів до монастиря норбертинок на місці сучасного рову.
Аж до ХІХ століття річка Рудава, що протікає через територію краківських Блонь, щовесни розливалася, перетворюючи їх на трясовину, на островах якої залишали помираючих в роки епідемії холери.

## Галерея

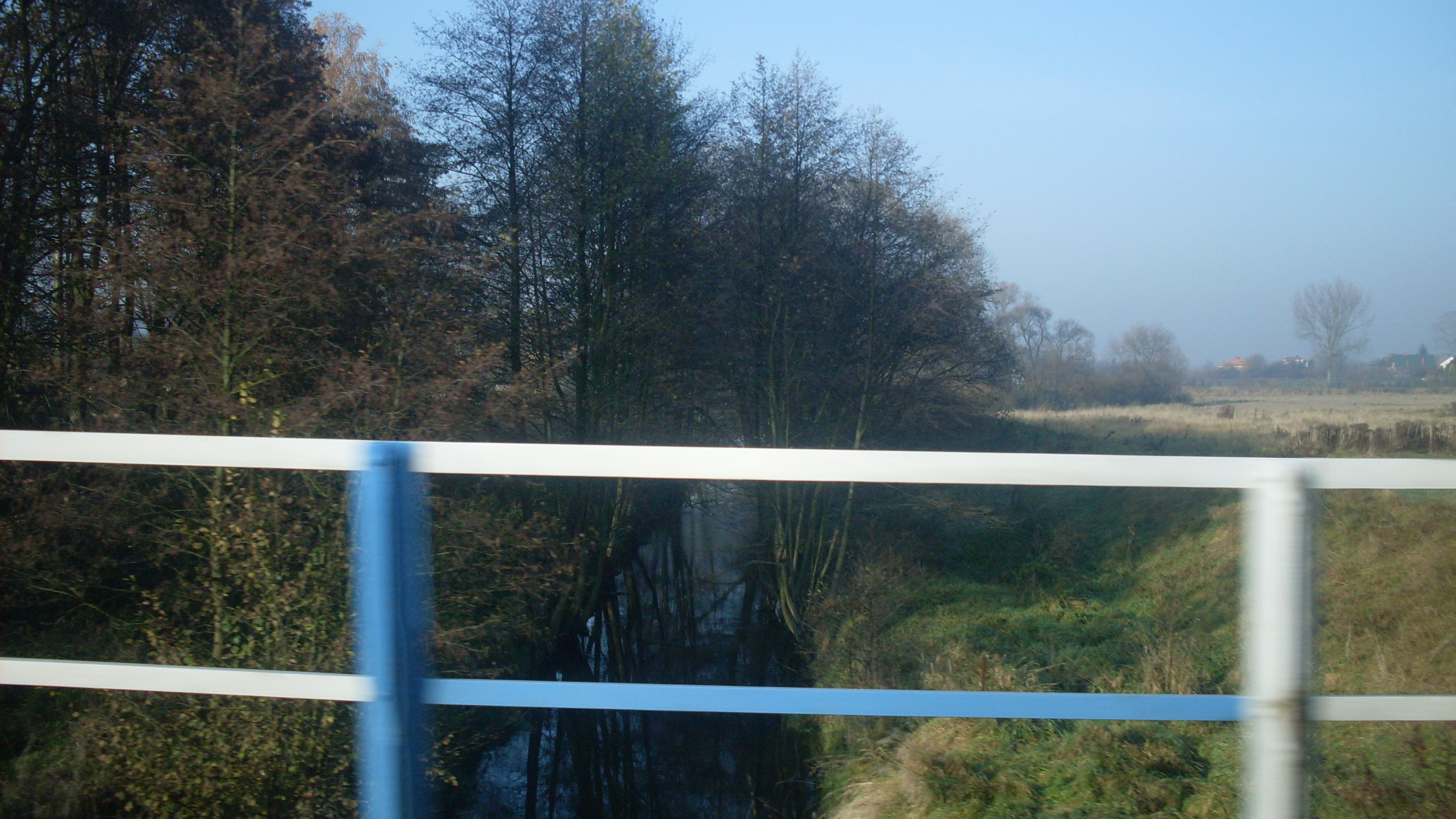
Рудава к Рудаві
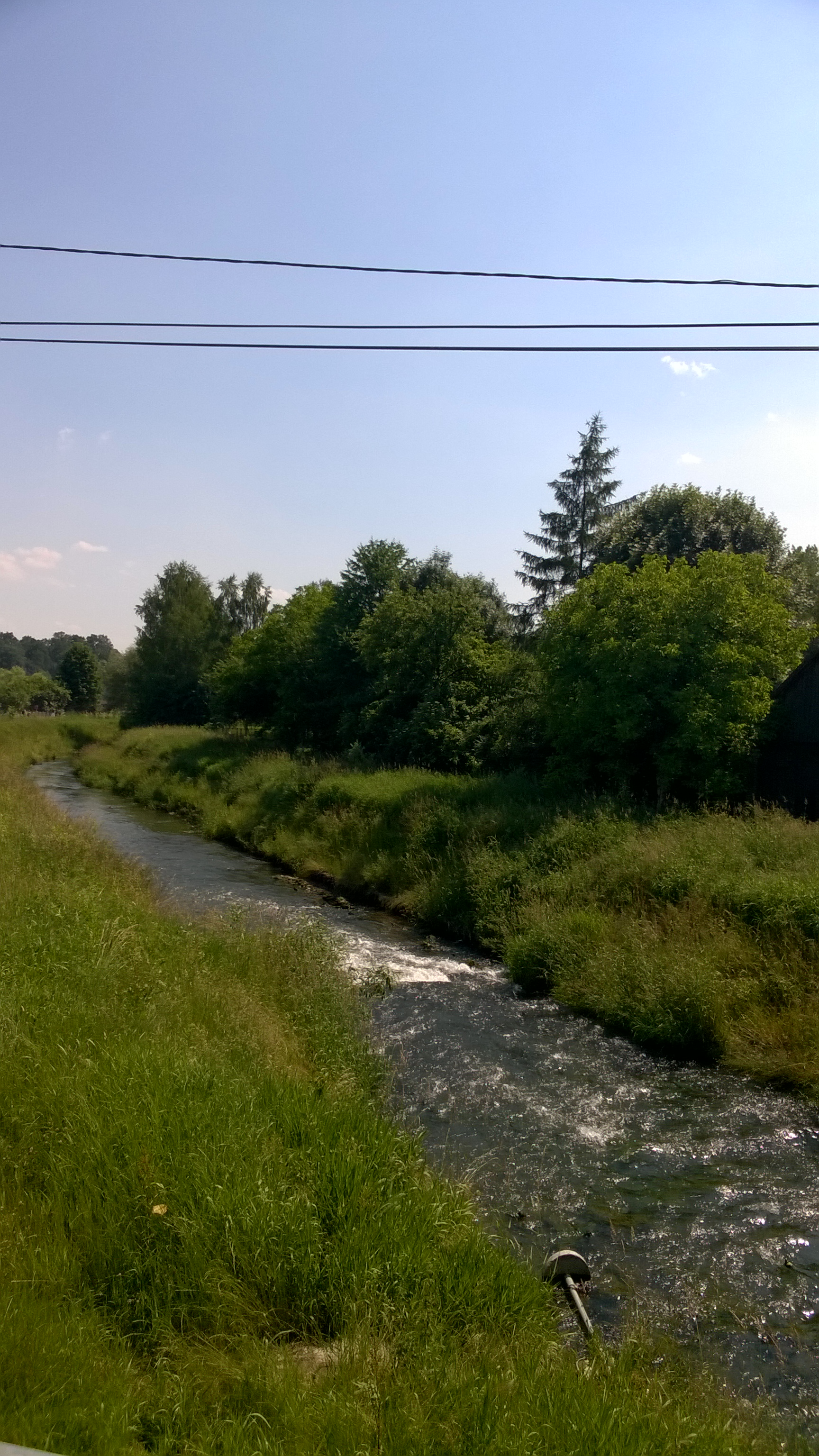
Рудава у Забєжові
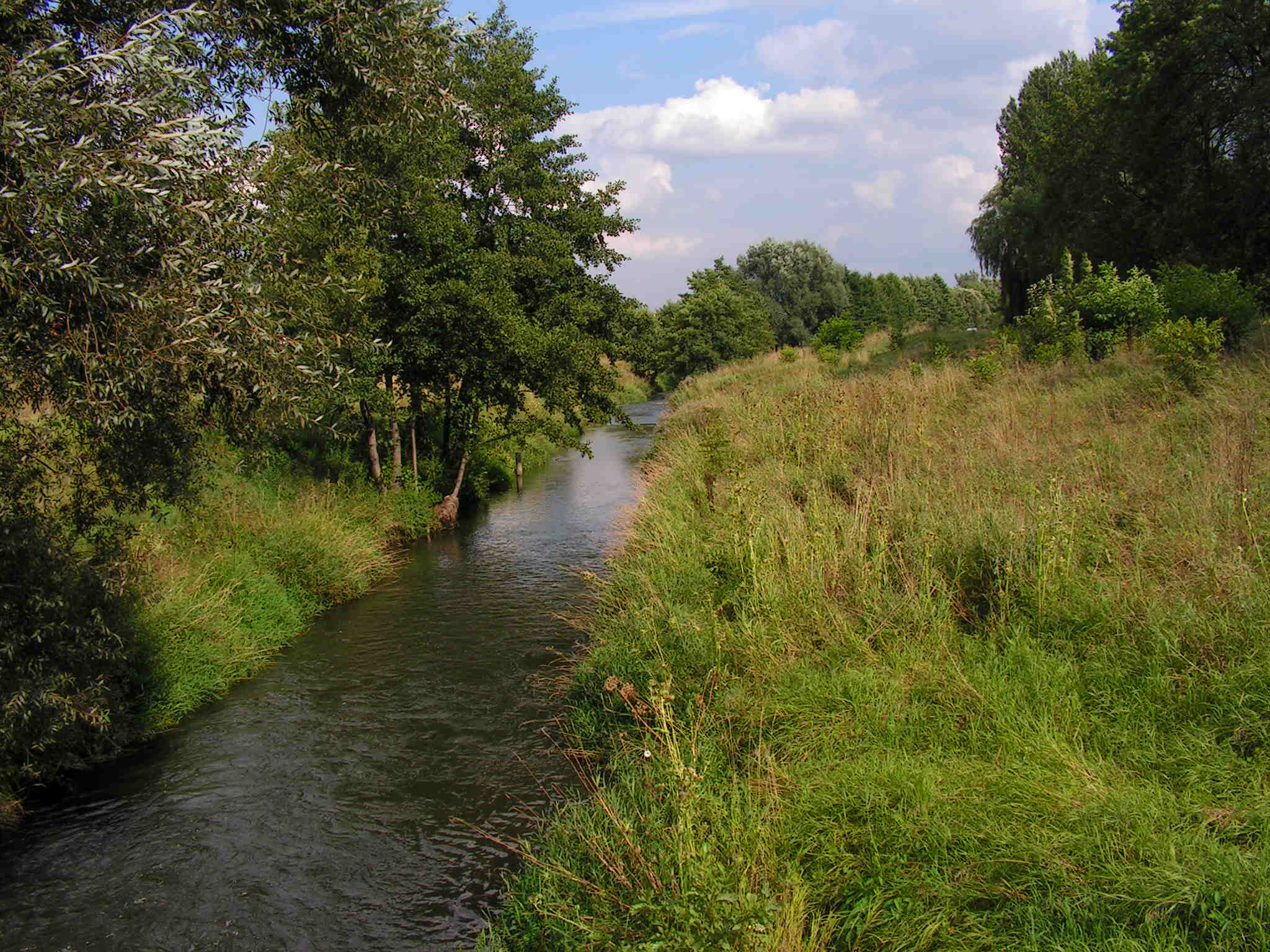
Рудава у Кракові
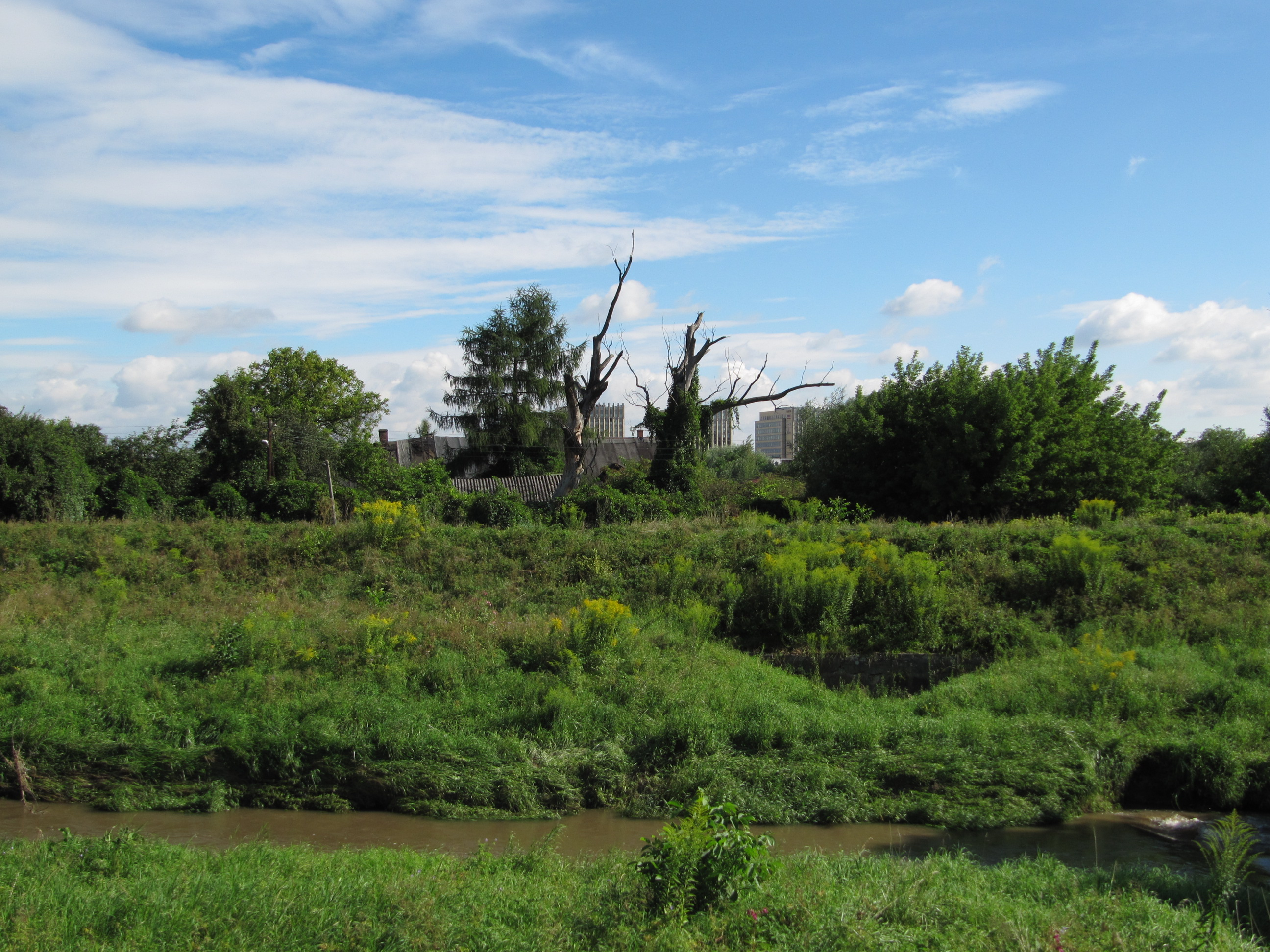
Рудава у Кракові - Звєжинцю
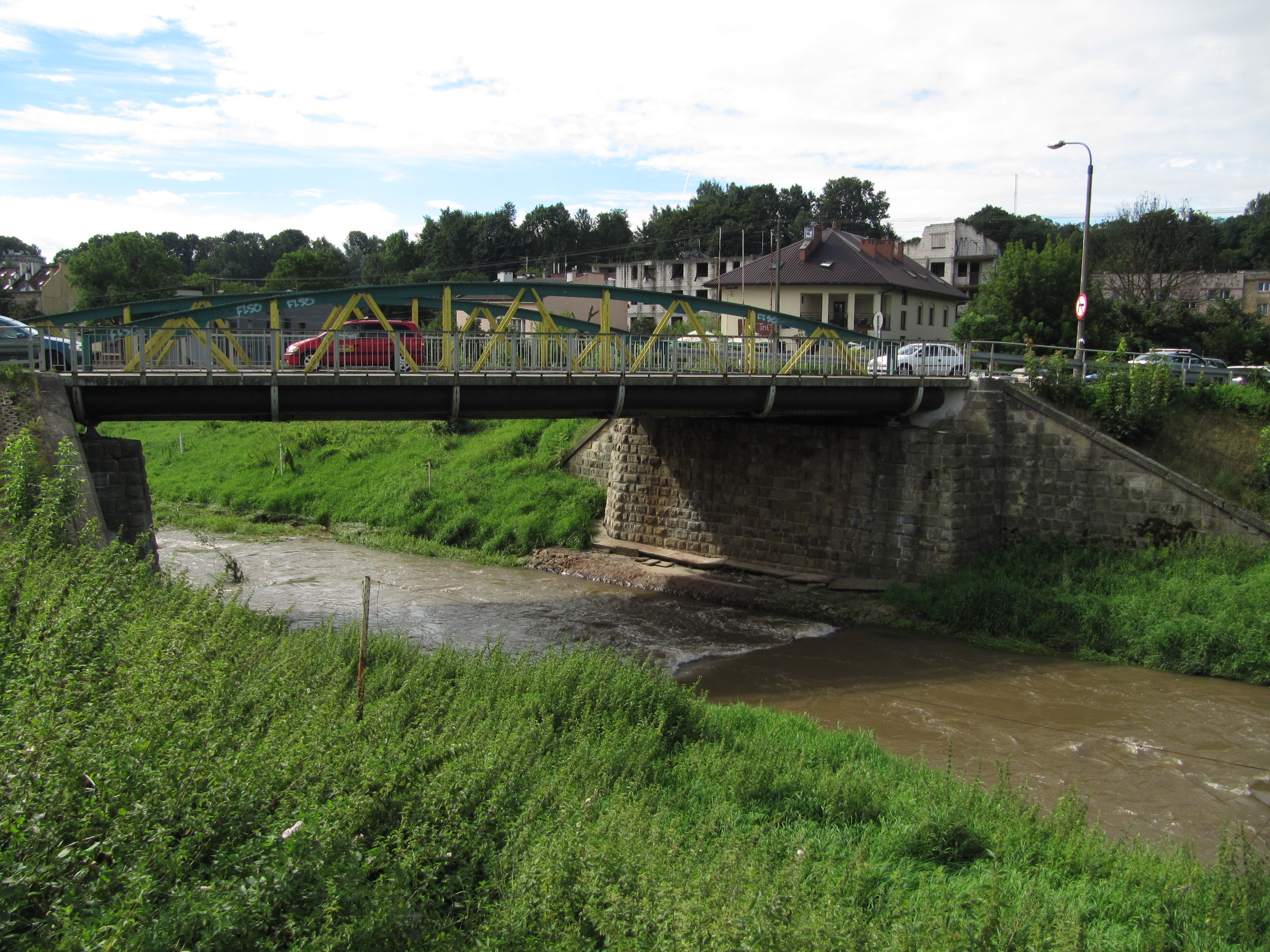
Рудава у Кракові - Волі Юстовській
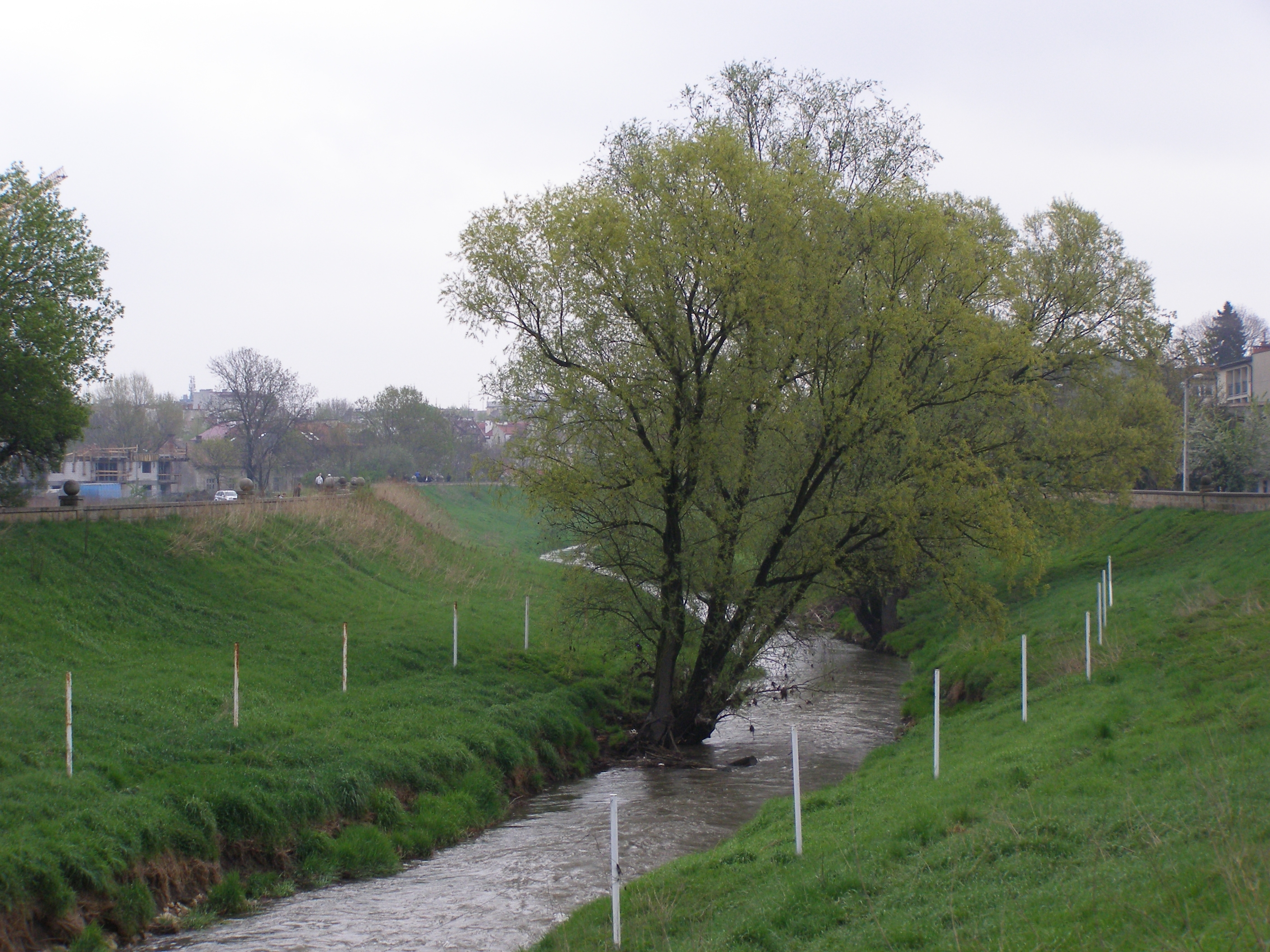
Рудава при вул.Емаус у Кракові
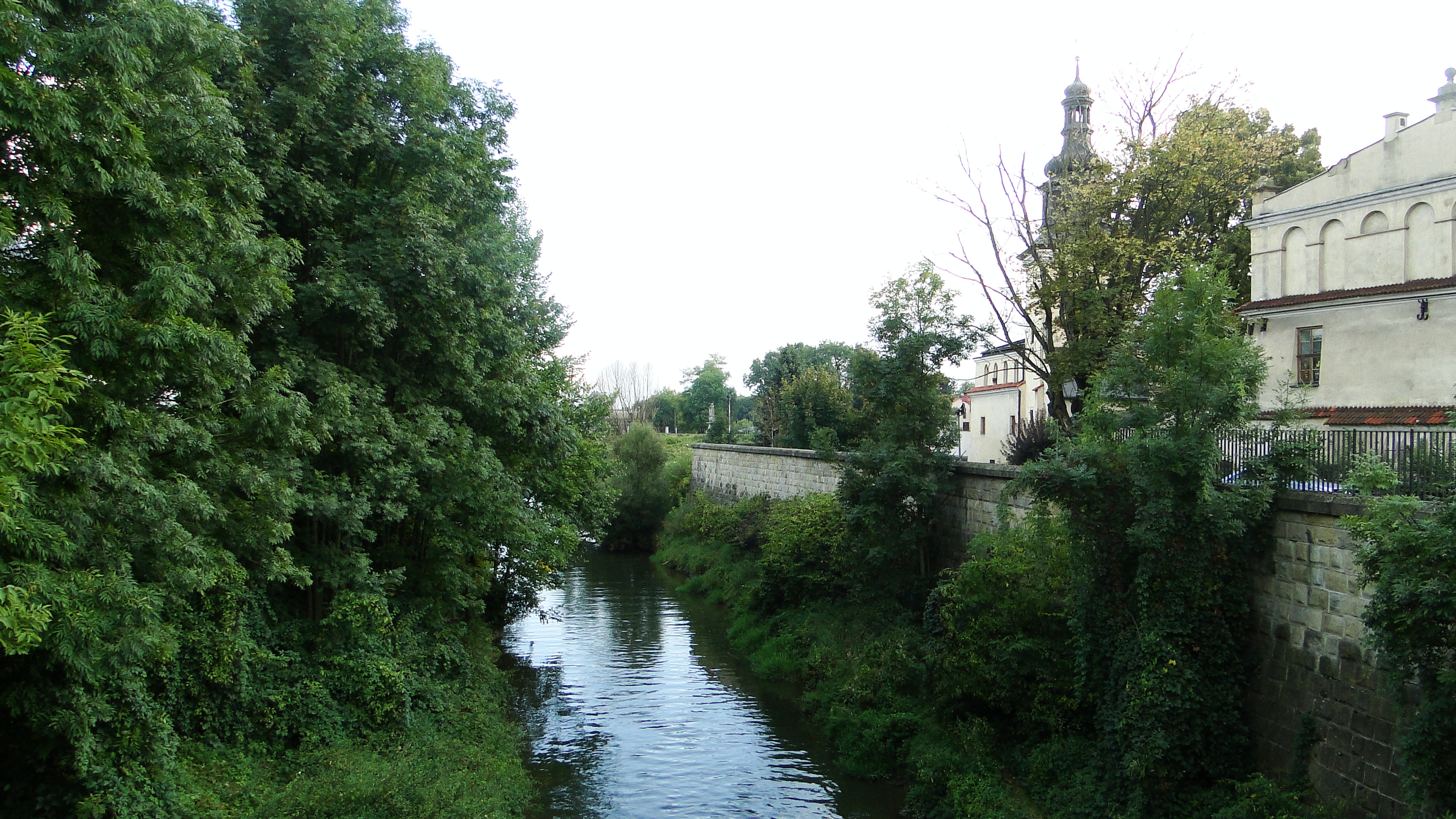
Гирло біля монастиря Норбертинок